# Jász-Nagykun-Szolnok
Jász-Nagykun-Szolnok és una província (megye) del centre d'Hongria, la seva capital és Szolnok. Compta amb una àrea de 5.581,70 km² i amb una població de 403.622 habitants, la majoria d'ells vivint a les ciutats. Abans de l'any 1990 s'anomenava Szolnok com la seva capital. Dos rius d'importància, el riu Tisza i el riu Criș, travessen la província. Limita amb les provínces de Pest, Heves, Borsod-Abaúj-Zemplén, Hajdú-Bihar, Békés, Csongrád i Bács-Kiskun.